# Vianant

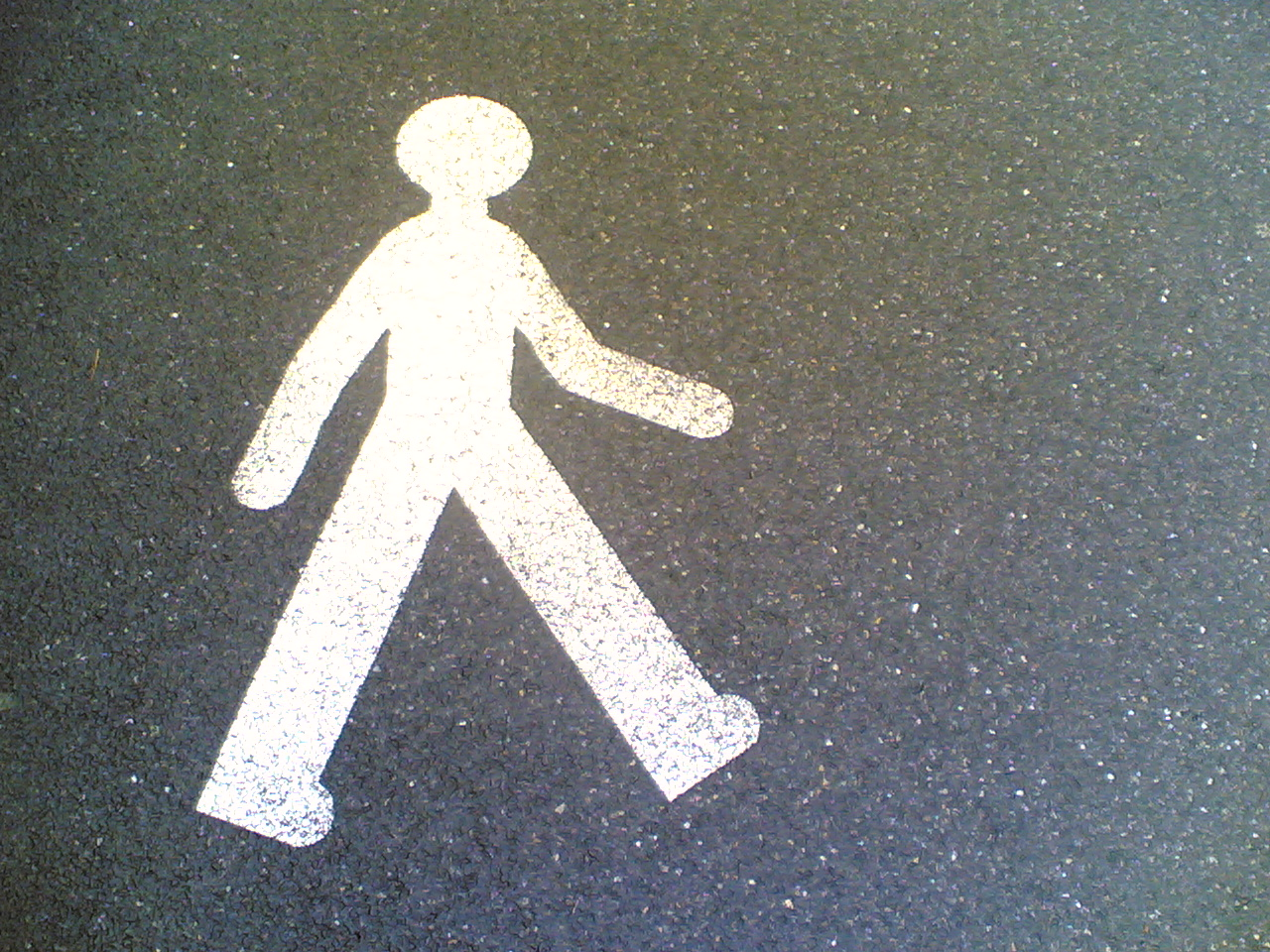
Marca sobre l'asfalt representant un vianant (Suïssa).

Un vianant és la persona que transita a peu per les vies i terrenys públics aptes per a la circulació o que condueix a peu un cicle o ciclomotor de dues rodes.

## Salut i entorn
Caminar sovint és molt important, tant per a la salut de les persones com per al medi ambient. Com a exercici regular, pot prevenir l'obesitat i problemes mèdics relacionats. L'hàbit tan estés de desplaçar-se en automòbil fins i tot per a trajectes curts contribueix significativament a aquests problemes de salut, així com al canvi climàtic, que es crea degut en gran part a les emissions dels vehicles de motor de combustió interna, extremament ineficients durant els primers minuts de funcionament. La disponibilitat de transport públic incita a caminar, ja que en general aquest transport no condueix directament a destinació.

## Carrers i carreteres

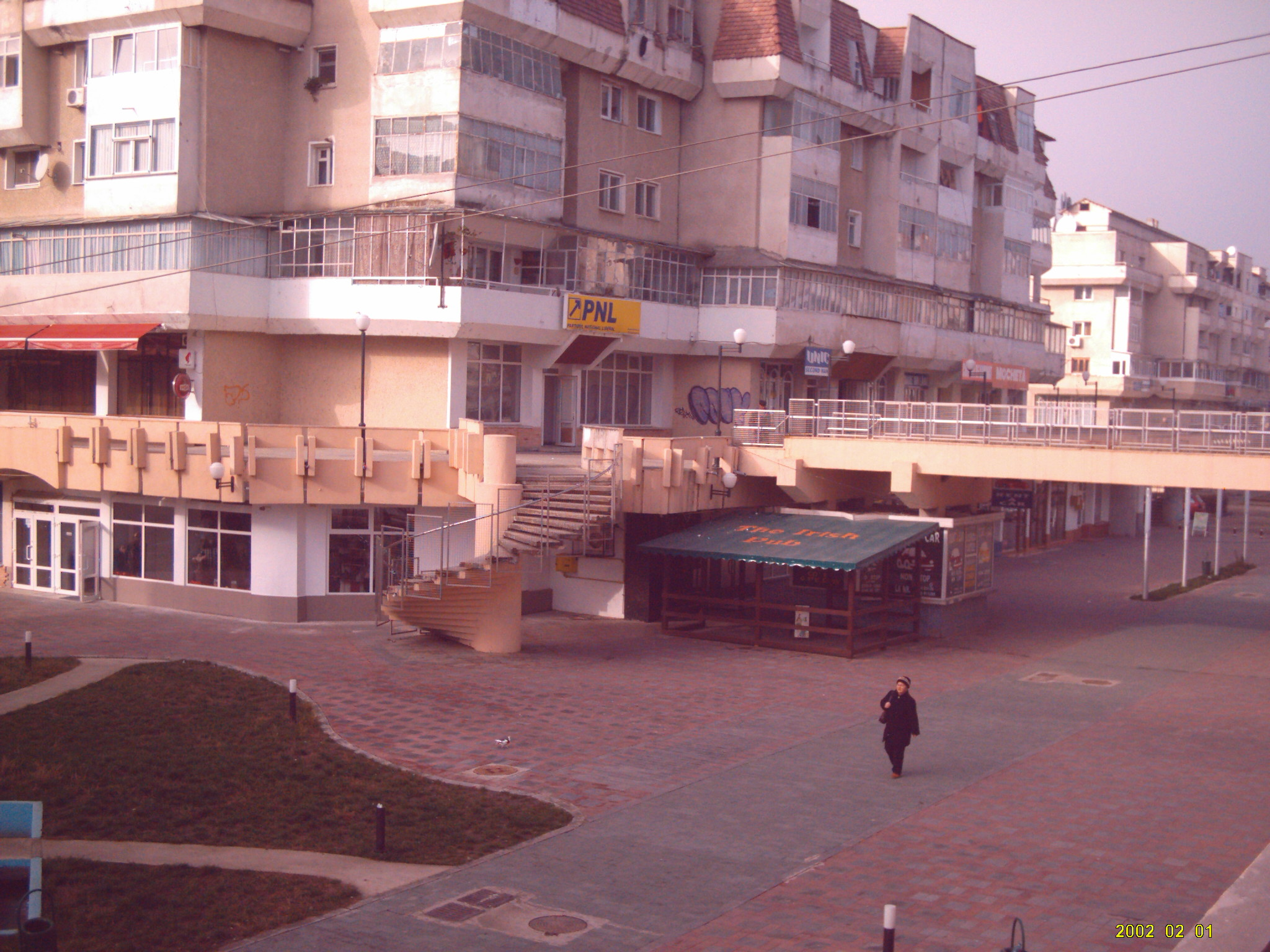
Carrer pedestre a la ciutat de Roman (Romania).

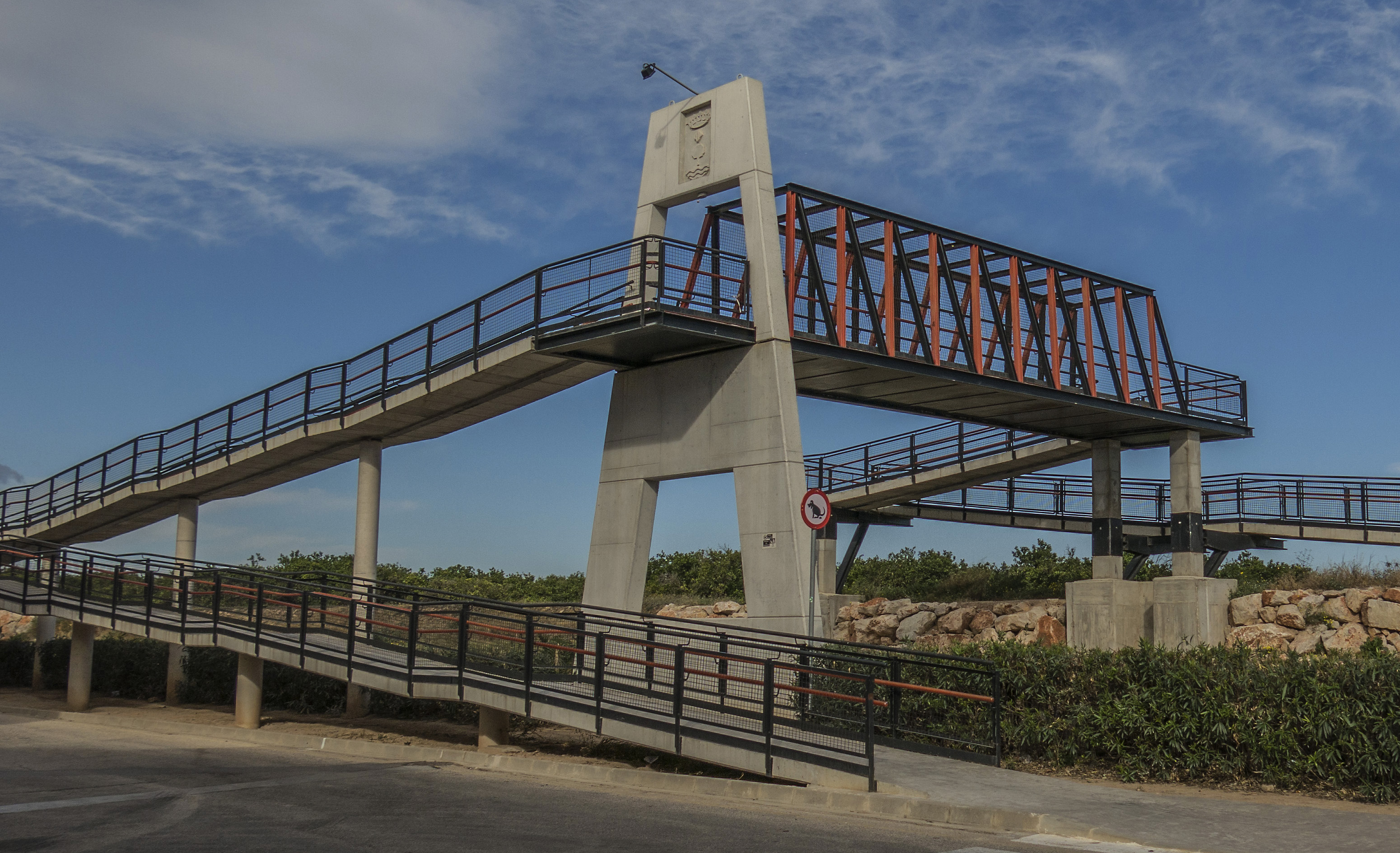
Pas de vianants (Polinyà de Xúquer-País Valencià)

Avui en dia, especialment a les zones urbanes, els carrers i carreteres compten amb una zona destinada al trànsit pedestre, anomenada  vorera. També hi ha zones destinades al trànsit de vianants que no estan lligades a carreteres. Si estan en zones silvestres o muntanyoses, solen anomenar-se senders, en alguns dels quals els vianants comparteixen la via amb ciclistes i genets. Alguns carrers, els carrers de vianants, estan reservats per a ús exclusivament pedestre. Són més freqüents en zones comercials o turístiques.

## Pedestralització
En els Estats Units s'estan duent a terme esforços per part de grups activistes per recuperar l'ús pedestre de les noves construccions, de les quals del 20 al 30 per cent no compte amb voreres. Molts urbanistes han obviat les virtuts dels carrers pedestres en zones urbanes. En nombroses ciutats d'aquest país no hi ha ni tan sols enllumenat de carrer, amb l'excusa que els automòbils tenen llur pròpia il·luminació. Una notable excepció és Nova York, l'única ciutat nord-americana en la qual més de la meitat de les famílies no tenen cotxe. Aquesta figura arriba al 75% en el cas de Manhattan, la qual cosa contrasta amb el 8% de mitjana nacional.  Arxivat 2006-10-02 a Wayback Machine.
En canvi, el trànsit pedestre és l'opció preferida per governs i població en moltes parts de la Unió Europea i es dedica especial atenció a la separació de vies per a tràfic rodat i pedestre, juntament amb l'existència de xarxes desenvolupades de transport públic.
A Copenhaguen, la zona comercial pedestre més gran del món, l'Strøget, ha estat desenvolupada durant els últims 40 anys principalment gràcies al treball de l'arquitecte danès Jan Gehl.

## Altres usos
La paraula pedestre s'usa també com a metàfora de cosa poc imaginativa o ordinària. Això es deu al contrast de la figura del qui va a peu amb la del cavaller o genet, i les tradicionals implicacions socials d'aquesta diferència.